# 酒私風雲 (第五季)
HBO電視劇《酒私風雲》的第五季也是最後一季於2014年9月7日首播， 2014年10月26日完結，共有8集。本劇由泰倫斯·溫特創作，根據尼爾森·強森的書籍《酒私風雲：大西洋城的出生、巔峰和腐敗》（Boardwalk Empire: The Birth, High Times, and Corruption of Atlantic City）改編而成。故事設定在禁酒時期的新澤西州大西洋城。由史提夫·布斯美飾演伊努·「努基」·湯普森（其原型是真實歷史的伊努·L·強森），他是在1920年代及1930年代的禁酒令期間躍升成為掌控大西洋城的政治人物。第五季內容發生於1931年4月至10月之間，在上一季七年後的經濟大蕭條期間，以及回顧1884年及1897年有關努基的童年和早期成年的故事。第五季的DVD及藍光光碟在2015年1月13日發售。

## 製作
HBO於2013年9月26日續訂《酒私風雲》第五季，並於2014年1月9日宣布將會是最後一季。本劇最後一季的紐約預算為8720萬美元。

## 演員

### 主要
安東尼·拉休拉、傑克·休斯頓、榮·利文斯通和米高·舒伯都離開了劇組。班·羅森菲爾德在上一季後晉升為主要演員。
- 史提夫·布斯美 飾 伊努·「努基」·湯普森
- 凱莉·麥當勞 飾 瑪格麗特·湯普森
- 麥可·夏儂 飾 尼爾森·范奧登
- 謝伊·惠格姆 飾 艾利亞思·「伊萊」·湯普森（Elias "Eli" Thompson）
- 史提芬·格拉漢姆 飾 艾爾·卡彭
- 文森特·皮亞扎 飾 查理·盧西安諾
- 迈克尔·K·威廉姆斯 飾 艾伯特·「查克」·懷特（Albert "Chalky" White）
- 保羅·斯帕克斯 飾 米奇·道爾
- 傑佛瑞·懷特 飾 華倫汀·納西斯
- 班·羅森菲爾德 飾 威利·湯普森（Willie Thompson）
- 珂茜·莫爾 飾 吉莉安·達摩狄（Gillian Darmody）

### 常設
- John Ellison Conlee 飾 年輕的Commodore Louis Kaestner
- 保羅·卡爾德隆（英语：Paul Calderón） 飾 Arquimedes
- 路易斯·坎瑟米 飾 Mike D'Angelo
- 波利斯·麥吉佛（英语：Boris McGiver） 飾 警長Jacob Lindsay
- 崔維斯·托普 飾 Joe Harper / Tommy Darmody
- 多門尼克·隆巴多西 飾 雷夫·卡彭
- Nolan Lyons 飾 年輕的努基·湯普森，1884年
- 奧克斯·弗格雷 飾 艾利亞思·「伊萊」·湯普森（Elias "Eli" Thompson），1884年
- 馬爾克·皮克林 飾 努基·湯普森，1897年
- 阿納托爾·優素福 飾 邁爾·蘭斯基
- 米高·澤根 飾 畢斯·西格爾
- 伊恩·哈特 飾 年輕的Ethan Thompson
- Giampiero Judica 飾 薩爾瓦托雷·馬蘭扎諾
- 瑪雅·卡山 飾 Mabel Jeffries
- 馬特·萊斯切爾 飾 約瑟夫·甘迺迪
- 格雷格·安東納奇 飾 強尼·托里奧
- 派翠西亞·艾奎特 飾 Sally Wheet
- Joe Caniano 飾 傑克·古茲克
- Madeleine Rose Yen 飾 年輕的吉莉安·達摩狄（Gillian Darmody）
- 瑪歌·冰咸 飾 Daughter Maitland
- Chris Caldovino 飾 Tonino Sandrelli
- Ethan Herschenfeld 飾 Pinky Rabinowitz
- Ryan Johnson 飾 Althea
- 克里斯汀·塞德爾 飾 Sigrid Mueller
- Ivo Nandi 飾 喬·馬塞里亞
- 吉姆·特魯-福斯特 飾 艾略特·內斯

## 集數
| 總集數 | 集數 （季） | 標題                             | 導演            | 編劇                                              | 首播日期       | 美國收視人數 （百萬） |
| ------ | ----------- | -------------------------------- | --------------- | ------------------------------------------------- | -------------- | --------------------- |
| 49     | 1           | "Golden Days for Boys and Girls" | 提姆·范恩·派頓  | 侯活·科德                                         | 2014年9月7日   | 2.37                  |
| 50     | 2           | "The Good Listener"              | 艾倫·庫爾特     | 泰倫斯·溫特                                       | 2014年9月14日  | 1.81                  |
| 51     | 3           | "What Jesus Said"                | 艾德·比安奇     | Cristine Chambers 及 侯活·科德                    | 2014年9月21日  | 2.11                  |
| 52     | 4           | "Cuanto"                         | 傑克·帕特羅     | 侯活·科德、Cristine Chambers 及 泰倫斯·溫特       | 2014年9月28日  | 2.05                  |
| 53     | 5           | "King of Norway"                 | 艾德·比安奇     | Steve Kornacki                                    | 2014年10月5日  | 1.94                  |
| 54     | 6           | "Devil You Know"                 | 傑里米·珀德斯瓦 | 侯活·科德                                         | 2014年10月12日 | 1.55                  |
| 55     | 7           | "Friendless Child"               | 艾倫·庫爾特     | Riccardo DiLoreto、Cristine Chambers 及 侯活·科德 | 2014年10月19日 | 1.95                  |
| 56     | 8           | "Eldorado"                       | 提姆·范恩·派頓  | 侯活·科德 及 泰倫斯·溫特                          | 2014年10月26日 | 2.33                  |

## 外部連結
- 官方网站
- 《Boardwalk Empire》各集列表 来自互联网电影数据库